# مرض ميلروي
مرض ميلروي(بالإنجليزية: Milroy's disease)‏ ويعرف ايضاً بأسم متلازمة نونه-ميلروي-ميج و وذمة لمفية وراثية  هو مرض خلقي عائلي أكثر يصيب النساء بشكل أكثر شيوعاً ويتميز بورم لمفي كبير ينتشر في القدم والساق، ناجم عن تشوهات خلقي في الجهاز الليمفاوي. حيث يتعطل الصرف الطبيعي للالليمفاوية مما يؤدي إلى تراكم السوائل وتضخم في الأنسجة الرخوة.
اكتشف المرض الطبيب الكندي السير وليام أوسلر حيث قيل انه وصف الحالة في عام 1892، على الرغم من بعض المصادر تشير إلى ان أول من وصف الحالة هو رودولف فيرشو في عام 1863.

## الأسباب
السبب الرئيسي لهذا المرض مازال مجهول ولكن سبب تشكله هو وذمة ناجمة إما عن إخفاقات، أو شذوذات خلقية لتطور الأوعية اللمفية، أو عن انسداد مكتسب، أو من انسداد الأوعية اللمفية، التليف الالتهابي، السرطان، أو داء الخيطيات.

## وصلات إضافية
- GeneReview/NIH/UW entry on Milroy Disease